# Escrita Coorgi-Cox

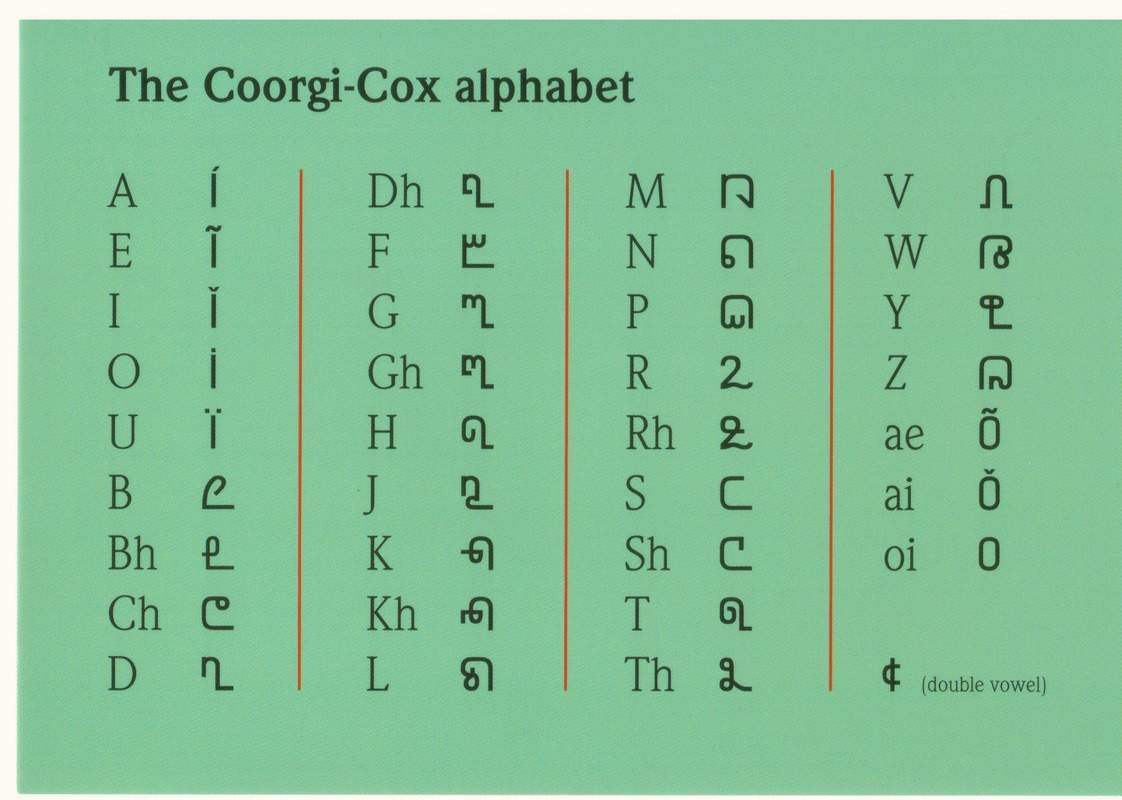
Escrita Coorgi-Cox

O Coorgi-Cox é um alfabeto desenvolvido em 2005 pelo  línguísta Gregg M. Cox  é usado por muitas pessoas em Kodagu, Karnataka, Índia para expressar a minoritária língua kodava também chamada de 'Coorgi.
O alfabeto Coorgi-Cox usa uma conjunto de 26 consoantes e dígrafos; 5 vogais,  3 ditongos (ae, ai, oi) e um símbolo para vogal. O C se apresenta somente em Ch, não existem símbolos para Q nem X.. Cada letra representa um único som, não há letras maiúsculas. Já foi criado um grupos de fontes Coorgi-Cox para computador. 

## Descrição
O alfabeto Coorgi-Cox usa uma conjunto de 26 consoantes e dígrafos; 5 vogais,  3 ditongos (ae, ai, oi) e um símbolo para vogal. O C se apresenta somente em Ch, não existem símbolos para Q nem X.. Cada letra representa um único som, não há letras maiúsculas. Já foi criado um grupos de fontes Coorgi-Cox para computador. 

## História
O alfabeto Coorgi-Cox foi desenvolvido por solicitação por vários nativos Kodava. Esses queriam ter uma escrita própria para a língua kodava distinguindo a mesma  por seus próprios méritos. Em geral, Kodava Takk é escrita em canará, sendo também escrita em malaiala., principalmente nas proximidades de Kerala. O novo alfabeto serviu para unificar as escritas e dotar a língua de um único alfabeto.
Para implantar o alfabeto, 10 mil Booklets em CD e 25 mil cartões postais com diversas cenas da região foram produzidos e distribuídos na região Corg em março e abril de 2005. Estão sendo produzidos diversos livros incluindo um dicionário e “phrase books”.